# Инголич, Антон
Антон Инголич (словен. Anton Ingolič;
5 января 1907, Сподня Полскава, Австро-Венгрия — 11 марта 1992, Любляна) — словенский писатель
, драматург, редактор и переводчик. Академик Словении. Лауреат премии имени Франце Прешерна (1949 и 1978).

## Биография
Родился в семье столяра-ремесленника. Год проучился в Париже, затем окончил факультете славистики Люблянского университета. Во время Второй мировой войны был сослан в Сербию, где провёл 4 года. В ноябре 1944 года переехал в Белград, где участвовал в передачах на радио Белграда. После войны преподавал в гимназиях в Птуй и Марибор, в 1955 году поселился в Любляне. Как учитель гимназии вышел в отставку в 1965 г. Работал главным редактором журнала New Horizons.
Начал печататься в середине 1930-х гг. Автор реалистических романов и повестей из жизни крестьян, народно-освободительной войны («Лукари» (1936), «Матевж Височник» (1945), дилогия «Виноградный холм» (1946), «Забастовка» (1951); «Первые ступеньки» (1962, п. 1967), «Прадеды» (1975). Автор рассказов и пьес. Обращался к истории словенского пролетариата (повесть «Угасшая долина», 1956, и др.).
Антон Инголич — один из немногих словенских писателей, которые широко исследовали и описывали жизнь простых людей. В своих работах он показал жизнь выходцев из разных районов Словении, фабричных рабочих, ремесленников, словенских ссыльных и эмигрантов в различных странах Европы и Америки. Его довольно обширная литературная деятельность включает также литературу для юношества.
С 1976 года — член-корреспондент, с 1981 года — член 
Словенской академии наук и искусств.

## Избранные произведения
- Пут по насипу (1950)
- На прелому (1950)
- Гдје сте Ламутови (1960)
- Небо над завичајем (1964)
- Једанаесторица живих (1966)
- Дјечак са два имена (1968)
- Гимназијалка (1969)
- Садиоци лука (1974)
- Ондуо мој црни момак (1975)
- Потопљена галија (1978)
- Сречање с поводним коњем (1978)
- Ударна бригада (1980)
- Поверљиво (1986)
- Чудовита пот — младинска планинска повест (1986)
- Младост на степеницама (1988)